# Bad Boy (canção de Big Bang)
"Bad Boy" (hangul: 배드 보이) é uma canção do grupo sul-coreano Big Bang. Foi lançada em 29 de fevereiro de 2012, como o segundo single de seu quinto extended play (EP) Alive. Pertencente aos gêneros de R&B e hip hop, a canção foi composta por G-Dragon e T.O.P e produzida por G-Dragon e Choice37. Na Coreia do Sul, atingiu a primeira posição na parada da Gaon após seu lançamento e foi aclamada pelos críticos musicais como um dos melhores singles do grupo. 

## Antecedentes e composição
Antecedendo o lançamento do EP Alive, a YG Entertainment lançou em datas diferentes, imagens teasers contendo cada membro do Big Bang, a fim de promover suas canções. Em 16 de fevereiro de 2012, a penúltima imagem foi lançada contendo Seungri introduzindo "Bad Boy". Posteriormente, quatro dias antes de seu lançamento, um vídeo contendo um trecho de 26 segundos da canção foi divulgado na plataforma de vídeos Youtube. A primeira apresentação de "Bad Boy" na televisão sul-coreana, ocorreu através do programa de música Inkigayo da SBS em 11 de março de 2012. Uma versão em língua japonesa foi lançada no quarto álbum de estúdio japonês do grupo, e de mesmo nome de seu EP coreano em 28 de março de 2012. 
"Bad Boy" é uma canção de tempo moderado com duração de três minutos e cinquenta e nove segundos (3:59). Composta por G-Dragon e T.O.P, e produzida pelo primeiro juntamente com Choice37, "Bad Boy" é uma faixa de R&B e hip hop com base em piano.  A Fuse descreveu-a como uma canção "ricamente urbana, em contraste com a batida nostálgica do hip hop dos anos 90, continuando contudo sendo suave, elegante e refinada". Sua produção foi notada por conter raízes "numa mistura de hip hop com R&B de verão", incluindo elementos tropicais. "Bad Boy" foi comparada musicalmente a canções de artistas estadunidenses como Boyz II Men e Justin Timberlake.

## Recepção da crítica
A canção recebeu análises positivas dos críticos de música, tornando-se uma das canções do Big Bang mais aclamadas. Tamar Herman da Billboard descreve que "Bad Boy" possui um rap suave o que dá a faixa um "fluxo arejado", e acrescenta que durante a canção, "se atinge todas as notas certas sem muito esforço aparente, sendo uma das primeiras canções a adotar elementos tropicais tão comuns no hip hop coreano da atualidade". Naomi Zeichner escrevendo para a revista The Fader destacou o timbre grave de T.O.P na canção, considerando-o como sendo "agradável e confortante". Chen Adrian do Gawker elogiou "Bad Boy" no que considera ser uma faixa "tão perfeita que transcende a linguagem".
A revista Spin posicionou "Bad Boy" em número treze em sua lista das maiores canções de K-pop de todos os tempos, afirmando que "as cinco personalidades bem distintas do Big Bang combinam-se aqui, para o single mais excepcional do que qualquer outra que seus colegas do K-pop possam reivindicar". A Fuse a escolheu como a única canção de língua não inglesa em sua lista em referência as melhores canções do ano de 2012. A Billboard a classificou em número cinco em sua lista das melhores canções de K-pop do ano, destacando como "os membros se revezam em mostrar seus talentos individuais, cantando emocionalmente sobre serem um namorado "ruim"'. Adicionalmente, o jornal Sun-times, também incluiu "Bad Boy" em sua lista que compilou as dez melhores canções do Big Bang.

## Vídeo musical
O vídeo musical de "Bad Boy" foi dirigido por Han Sa-min e filmado no início do ano de 2012, juntamente com o vídeo musical de "Blue", totalizando quatro dias de gravações. Seu local de filmagens ocorreu em Nova Iorque no bairro de Williamsburg, nas proximidades da entrada da estação Marcy Avenue do metrô. O vídeo musical de "Bad Boy" foi filmado com o intuito de possuir um estilo de retorno aos anos 90, para as gravações de suas cenas foram utilizadas câmeras do tipo Arri Alexa que gravam com estilo de filme, juntamente a sistemas de estabilização de imagem com capacidade de rotação a 360 graus.
Duncan Cooper da The Fader descreveu o vídeo como "convincente e refrescantemente não forçado". O Popdust classificou-o em número catorze de sua lista dos vinte melhores vídeos de K-pop de 2012, comentando que o mesmo "prova que às vezes menos realmente é mais". Em dezembro de 2016, o vídeo musical alcançou a marca de cem milhões de visualizações no Youtube, tornando o Big Bang o primeiro grupo masculino sul-coreano a possuir cinco vídeos musicais que atingiram a mesma marca.

## Desempenho nas paradas musicais
Na Coreia do Sul, "Bad Boy" alcançou a primeira posição nas principais paradas de serviços de música online. A canção estreou na posição de número dois na Gaon Digital Chart, atrás apenas de "Blue". Ela liderou ainda a Gaon Download Chart com vendas de 537,161 mil downloads digitais em sua primeira semana na parada. Na semana seguinte, "Bad Boy" manteve ambas posições, vendendo mais de 384,125 mil cópias digitais. No mês de março, a canção tornou-se a quinta de melhor desempenho na Gaon. Até o fim do ano, "Bad Boy" foi a trigésima canção mais vendida de 2012, com mais de 2,2 milhões de downloads digitais pagos no país. Nos Estados Unidos posicionou-se em número três na Billboard World Digital Songs.
| Paradas (2012)                                 | Melhor posição |
| ---------------------------------------------- | -------------- |
| Coreia do Sul (Gaon Weekly Digital Chart)      | 2              |
| Coreia do Sul (Gaon Monthly Digital Chart)     | 5              |
| Coreia do Sul (Gaon Weekly Download Chart)     | 1              |
| Coreia do Sul (Gaon Weekly BGM Chart)          | 3              |
| Coreia do Sul (Billboard K-pop Hot 100)        | 3              |
| Estados Unidos (Billboard World Digital Songs) | 3              |

| Paradas (2012)                            | Melhor posição |
| ----------------------------------------- | -------------- |
| Coreia do Sul (Gaon Yearly Digital Chart) | 59             |
| Coreia do Sul (Billboard K-pop Hot 100)   | 65             |

### Vendas
| País          | Parada                     | Vendas    |
| ------------- | -------------------------- | --------- |
| Coreia do Sul | Gaon Download Chart (2012) | 2,216,784 |

## Histórico de lançamento
| Região        | Data                    | Formato             | Gravadora        |
| ------------- | ----------------------- | ------------------- | ---------------- |
| Coreia do Sul | 29 de fevereiro de 2012 | CD download digital | YG Entertainment |
| Mundo         | 29 de fevereiro de 2012 | CD download digital | YG Entertainment |
| Japão         | 28 de março de 2012     | CD download digital | YGEX             |